# Prašćevac
 Prašćevac  falu Horvátországban Zágráb megyében. Közigazgatásilag Farkaševachoz tartozik.

## Fekvése
Zágrábtól 53 km-re északkeletre, Belovártól 15 km-re északnyugatra, községközpontjától 4 km-re északra a megye északkeleti határán fekszik.

## Története
A településnek 1857-ben 235, 1910-ben 260 lakosa volt. Trianonig Belovár-Kőrös vármegye Belovári járásához tartozott. 1993-ig közigazgatásilag Vrbovec község része volt, ekkor az újonnan alakított Farkaševac községhez csatolták. 2001-ben a falunak 132  lakosa volt.

## Lakosság
| Lakosság változása | Lakosság változása | Lakosság változása | Lakosság változása | Lakosság változása | Lakosság változása | Lakosság változása | Lakosság változása | Lakosság változása | Lakosság változása | Lakosság változása | Lakosság változása | Lakosság változása | Lakosság változása | Lakosság változása |  |
| ------------------ | ------------------ | ------------------ | ------------------ | ------------------ | ------------------ | ------------------ | ------------------ | ------------------ | ------------------ | ------------------ | ------------------ | ------------------ | ------------------ | ------------------ |  |
| 1857               | 1869               | 1880               | 1890               | 1900               | 1910               | 1921               | 1931               | 1948               | 1953               | 1961               | 1971               | 1981               | 1991               | 2001               |  |
| 235                | 246                | 242                | 249                | 251                | 260                | 255                | 250                | 242                | 229                | 225                | 207                | 177                | 151                | 132                |  |

## Külső hivatkozások
Farkaševac község hivatalos oldala